# Osmate
Osmate est une commune italienne de la province de Varèse dans la région Lombardie en Italie.

## Toponyme
Provient du nom latin Auximus ou Ocimus avec le suffixe génitif -anus. 

## Administration
| Période                                  | Période  | Identité       | Étiquette | Qualité  |
| ---------------------------------------- | -------- | -------------- | --------- | -------- |
| 8/6/2009                                 | En cours | Lorella Piscia |           | employée |
| Les données manquantes sont à compléter. |          |                |           |          |

### Hameaux
Località e Frazioni di Osmate C.na Bettole, Villa Solferino, C.na della Costa, C.na Campagna, C.na Pometta, i Ronchi, Le Paludi, il Casello, Cascina del Monte, C.na Fontanazza, Monte Pelada